# بهجت قمر
بهجت قمر (27 يوليو 1937 - 3 يناير 1989) كاتب ومنتج وممثل مصري، قام بتأليف العديد من الأعمال ما بين السينما والمسرح والتلفزيون، كذلك شارك بالتمثيل أو الإنتاج ببعض أعماله، وهو والد الشاعر والمؤلف أيمن بهجت قمر.

## عن حياته
- بدأ كتاباته بأعمال لمسرح التليفزيون، وكان أول أعماله هو «ممنوع للشباب» وبعدها كتب مسرحيات فرقة الفنانين المتحدين التي شاركه كتابة بعضها صاحب الفرقة سمير خفاجي.
- عمل في التمثيل والتأليف والإنتاج والتمثيل، كما شارك في أربعة أعمال سينمائية هي:«المجنونة»، «الدكتور حفظي»، «العربجي»، «يا ما أنت كريم يارب».
- من أهم المسرحيات التي كتبها، وشارك في كتابتها: «قصة الحي الغربي»، «شارع محمد علي»، «علشان خاطر عيونك»، «زقاق المدق»، «الزيارة انتهت»، «العيال كبرت»، «إنها حقًا عائلة محترمة»، «سيدتي الجميلة»، «ريا وسكينة»، وغيرها.
- قدم في التليفزيون عدة مسلسلات، من بينها: «الشاهد الوحيد»، «عيون»، «الصول مجاهد»، «صابر يا عم صابر»، و«ماما نور».
- أما بالنسبة للسينما قام بكتابة السيناريو والحوار لأكثر من خمسين فيلمًا كوميديًا منها: "أونكل زيزو حبيبي"، "إلى المأذون يا حبيبي"، "الراقصة والطبال"، قضية عم أحمد"، "الموظفون في الأرض"، "عندما يبكي الرجال"، "سفاح كرموز"، "كلمة السر" وغيرها.
- أنتج عملا واحدا هو فيلم «غرام الأسياد» عام 1961.[2]

## مؤلفاته

### مسرحيات
- 1964: الزوج العاشر
- 1965: أنا فين وإنتي فين
- 1966: أنا وهي وسموه
- 1968: حواء الساعة 12
- 1969: سيدتي الجميلة
- 1975: منطقة ممنوعة
- 1975: قصة الحي الغربي
- 1976: ليه
- 1979: إنها حقا عائلة محترمة
- 1979: العيال كبرت
- 1982: ريا وسكينة
- 1983: الزيارة انتهت
- 1985: زقاق المدق
- 1987: علشان خاطر عيونك
- 1990: ولاد ريا وسكينة
- 1991: شارع محمد علي
- 1996: قصة الحي الغربي

### أفلام
- 1960: سوق السلاح
- 1960: نداء العشاق
- 1961: دماء على النيل
- 1961: النصاب
- 1962: أنا الهارب
- 1962: الحاقد
- 1962: آخر فرصة
- 1963: رجل في الظلام
- 1963: أميرة العرب
- 1963: البدوية العاشقة
- 1964: لعبة الحب والجواز
- 1964: المغامرة الكبرى
- 1964: العائلة الكريمة
- 1964: الشياطين الثلاثة
- 1965: المغامرون الثلاثة
- 1965: المشاغبون
- 1965: اقتلني من فضلك
- 1966: شقاوة رجالة
- 1966: 30 يوم في السجن
- 1967: أخطر رجل في العالم
- 1968: سارق الملايين
- 1969: كيف تتخلص من زوجتك
- 1969: دلع البنات
- 1969: العميل 77
- 1969: الحرامي
- 1970: سفاح النساء
- 1970: أنت اللي قتلت بابايا
- 1973: الشياطين والكورة
- 1974: شياطين إلى الأبد
- 1975: مين يقدر على عزيزة
- 1975: حسناء وأربع عيون
- 1975: بنت اسمها محمود
- 1975: باي باي يا حلوة
- 1975: البحث عن المتاعب
- 1975: الأستاذ أيوب
- 1976: المزيكا في خطر
- 1977: بص شوف سكر بتعمل إيه
- 1977: أونكل زيزو حبيبي
- 1977: إلى المأذون يا حبيبي
- 1978: مغامرون حول العالم
- 1978: أهلا يا كابتن
- 1979: قصة الحي الغربي
- 1979: قاتل ما قتلش حد
- 1980: تحدي الأقوياء
- 1981: صراع العشاق
- 1982: الخبز المر
- 1983: يا ما أنت كريم يارب
- 1983: وداد الغازية
- 1984: عندما يبكي الرجال
- 1984: أنا اللي أستاهل
- 1984: الطماعين
- 1984: السطوح
- 1984: الراقصة والطبال
- 1985: قضية عم أحمد
- 1985: شهد الملكة
- 1985: النشالات الفاتنات
- 1985: الموظفون في الأرض
- 1986: كلمة السر
- 1986: بكرة أحلى من النهاردة
- 1986: السكاكيني
- 1986: الأرملة العذراء
- 1987: سفاح كرموز
- 1989: كراكيب
- 1990: العودة والندم
- 1990: الأغبياء الثلاثة
- 1991: المشاغبات والكابتن
- 1992: لا وقت للخداع
- 1995: كلاب المدينة

### مسلسلات
- 1964: الشنطة مع مين
- 1977: الدنيا لما تلف
- 1978: كيف تخسر مليون جنيه
- 1978: أنا مش أنا
- 1980: عيون
- 1981: عم حمزة
- 1982: أعقل زوجين في العالم
- 1984: الشاهد الوحيد
- 1988: صابر يا عم صابر
- 1992: ماما نور
- 1993: ناس ولاد ناس
- 1995: أنا اللي أستاهل
- 1995: الناس الطيبين
- 2002: آلو رابع مرة

### مسلسلات إذاعية
- إجري إجري
- 1992: أنا اللي جبته لنفسي